# Josie Totah
Josie Totah (Sacramento, 5 de agosto de 2001), anteriormente conocida como JJ Totah,  es una actriz estadounidense. Es conocida por su papel recurrente en la serie Jessie de Disney Channel y su papel secundario en la serie de comedia de ABC de 2013 Back in the Game. Totah recibió elogios de la crítica por su papel en la película de 2016 Other People. En 2018, protagonizó la serie de comedia de corta duración de NBC Champions. Interpretó a Lexi en la reposición de 2020 de Saved by the Bell, que duró dos temporadas.
Totah comenzó su carrera interpretando papeles masculinos, pero se declaró públicamente como mujer trans en agosto de 2018, cambiando su primer nombre a Josie. 

## Primeros años de vida
Totah nació en Sacramento.  Tiene una hermana y un hermano, y es de ascendencia palestina y libanesa.  En 2013, Totah y su madre (esto fue antes de que ella hiciera la transición) aparecieron en un episodio de "Family Game Night ". 

## Carrera
Totah comenzó su carrera como actriz en 2012 cuando fue elegida como "El pequeño dictador" en la primera producción de AwesomenessTV.  A partir de 2013, comenzó a aparecer como Stuart Wooten, un chico enamorado de la actriz habitual Zuri Ross, en la serie original de Disney Channel Jessie.  Totah ha aparecido como estrella invitada en los programas de televisión New Girl, 2 Broke Girls y Liv and Maddie.
También en 2013, Totah fue elegida para un papel secundario en la comedia de ABC Back in the Game. En 2015, fue elegida para participar en cuatro episodios de la sexta temporada de Glee como la miembro más joven de New Directions. 
En 2016, Totah apareció en la película Other People y recibió elogios de la crítica por su papel en Variety, convirtiéndola en una de las estrellas revelación del año en Sundance.    En octubre de 2016, Deadline Hollywood informó que Totah protagonizaría una nueva comedia para NBC que ella ayudó a desarrollar y en la que Totah produciría junto a los productores ejecutivos Adam y Naomi Scott.  En 2017, apareció en la comedia de detectives de Netflix Handsome: A Netflix Mystery Movie y en la película de Marvel Studios Spider-Man: Homecoming.
En enero de 2017, Totah se unió a Adam Devine en el largometraje de Disney Magic Camp.   En febrero de 2017, Totah fue elegida para interpretar a Michael Patel, el hijo del personaje de Mindy Kaling, Priya Patel, en la nueva comedia de NBC Champions,  que fue convertida en serie en mayo de 2017,  y se emitió del 8 de marzo al 25 de mayo de 2018, antes de ser cancelada.  Totah fue elegida para una nueva versión de Saved by the Bell para el servicio de transmisión Peacock de NBC, donde interpretó al personaje de Lexi, una animadora socialmente poderosa. 
En agosto de 2022, inició un podcast titulado Dare We Say con Yasmine Hamady y su coprotagonista de Saved by the Bell, Alycia Pascual-Peña. 

## Vida personal
El 20 de agosto de 2018, Totah escribió un artículo publicado en la revista Time en el que se declaró mujer transgénero. 
Totah asistió a la Universidad Chapman y se graduó en 2022. fue miembro de una hermandad. 
Se rumora que mantiene una relación sentimental con el actor Karan Brar, se conocieron cuando actuaron juntos en la serie de Disney Channel Jessie.

## Filmografía

### Películas
| Año  | Película               | Rol              |
| ---- | ---------------------- | ---------------- |
| 2016 | Time Toys              | Boomer           |
| 2016 | Other People           | Justin           |
| 2017 | Handsome               | Charles          |
| 2017 | Spider-Man: Homecoming | Seymour O'Reilly |
| 2020 | Magic Camp             | Judd             |
| 2021 | Moxie                  | CJ               |
| —    | Faces of Death         | —                |

### Televisión
| Años      | Título                     | Rol                    | Notas                                         |
| --------- | -------------------------- | ---------------------- | --------------------------------------------- |
| 2012      | Kroll Show                 | Birthday Party Kid     |                                               |
| 2013–2015 | Jessie                     | Stuart Wooten          | 7 episodios                                   |
| 2013–2014 | Back in the Game           | Michael Lovette        | Rol de apoyo                                  |
| 2013      | Family Game Night          | Self                   | Concursante                                   |
| 2014      | Nina Needs to Go!          | Frank                  | Voz principal                                 |
| 2014      | The Exes                   | Cooper                 | Episodio: "My Fair Stuart"                    |
| 2014      | Sofia the First            | Prince Jin             | Rol de voz, 3 episodios                       |
| 2014      | New Girl                   | Todd                   | Episodio: "Dance"                             |
| 2014      | 2 Broke Girls              | Elliot                 | Episodio: "And the Childhood Not Included"    |
| 2015      | Glee                       | Myron Muskovitz        | 4 episodios                                   |
| 2016      | Tween Fest                 | Stop the Preston       | 4 episodios                                   |
| 2016–2017 | Liv and Maddie: Cali Style | Skeeter Parham         | 3 episodios                                   |
| 2018      | Champions                  | Michael Patel          | Papel principal                               |
| 2019      | The Other Two              | Elijah                 | Episodio: "Chase Goes to a High School Dance" |
| 2019      | No Good Nick               | Lisa Haddad            | 4 episodios                                   |
| 2020      | Big Mouth                  | Natalie (voz)          | 3 episodios                                   |
| 2020–2021 | Saved by the Bell          | Lexi Haddad-DeFabrizio | Papel principal; productora                   |
| 2021      | iCarly                     | Willow                 | Episodio: "iFauxpologize"                     |
| 2022      | Human Resources            | Natalie (voice)        | 2 episodios                                   |
| 2022      | Mr Mayor                   | Titi B                 | 3 episodios                                   |
| 2023      | The Buccaneers             | Mabel Elmsworth        | Papel principal                               |

### Videos musicales
| Año  | Título             | Artista        | Rol              |
| ---- | ------------------ | -------------- | ---------------- |
| 2024 | "Days of Girlhood" | Dylan Mulvaney | Extra de piscina |